# NGC 782
NGC 782 è una galassia a spirale barrata situata nella costellazione dell'Eridano, a una distanza di circa 288 milioni di anni luce dalla nostra Via Lattea.

## Scoperta
La galassia è stata scoperta il 27 ottobre 1834 dall'astronomo britannico John Herschel.

## Descrizione
NGC 782 ha una classe di luminosità II e presenta una larga riga a 21 cm dell'idrogeno neutro.

## Supernova
Il 9 luglio 2011, all'interno di NGC 782 è stata scoperta la supernova SN 2011eb dall'astronomo amatoriale sudafricano Berto Monard. La supernova è stata classificata di  tipo Ia.